# Rubercy
Rubercy é uma comuna francesa na região administrativa da Normandia, no departamento Calvados. Estende-se por uma área de 5,5 km². Em 2010 a comuna tinha 167 habitantes (densidade: 30,4 hab./km²).